# Braies
Braies, németül: Prags, ladin nyelven  Braies, település Olaszországban, Bolzano autonóm megyében. Lakosainak száma 683 fő (2023. január 1.). Braies Cortina d’Ampezzo, Dobbiaco, Marebbe, Monguelfo-Tesido, Valdaora és Villabassa községekkel határos.

## Népesség
A település népességének változása:
| Lakosok száma | 650  | 652  | 683  |
|               | 2017 | 2018 | 2023 |